# Attilio Pierelli
Attilio Pierelli (Sasso di Serra San Quirico, 10 aprile 1924 – Roma, 1º gennaio 2013) è stato uno scultore italiano.

## Biografia
Attilio Pierelli nasce nel 1924 a Sasso di Serra San Quirico (AN). A soli dodici anni, si trasferisce a Roma con la famiglia, iniziando a lavorare come apprendista in varie botteghe artigiane. Autodidatta, destreggiandosi tra lo studio e il mestiere di odontotecnico, a partire dagli anni Cinquanta Pierelli comincia ad avvicinarsi spontaneamente all’arte scultorea. Spinto da quelle che lui amava definire “primitive intuizioni”, Pierelli riuscì a trasformare un piacevole passatempo in vera e propria necessità creativa, entrando in contatto con i personaggi più importanti dell’ambiente artistico, romano e non, del tempo. Conosce e frequenta così il poeta Emilio Villa, i critici d’arte Giulio Carlo Argan e Maurizio Fagiolo dell'Arco, i galleristi Gaspero del Corso e Irene Brin e la storica direttrice della Galleria Nazionale d'Arte Moderna di Roma Palma Bucarelli.
Nel 1963 viene allestita, presso Galleria S. Marco di Roma, la prima mostra personale dell’emergente scultore: Planches Aluminium. Affascinato dalla scienza, dalla filosofia e dalla cosmologia, l’attività artistica di Attilio Pierelli comincia a strutturarsi fin da subito come una vera e propria ricerca spaziale: nelle prime opere in vetro (distrutte) viene indagato uno spazio simbolico, celato da superfici che permettono soltanto di intravedere una realtà nascosta, ma lo studio delle scoperte sul dominio spazio-temporale, avvenute nel campo della fisica, lo conduce presto alla creazione delle sue prime sculture speculari in alluminio. Ma sarà l’acciaio inox l’elemento prediletto dall’artista, poiché caratterizzato da doti più resistenti e da una lucentezza capace di catturare i molteplici riflessi della realtà. Tale consacrazione verrà celebrata con la personale Monumenti Inox alla Galleria L’Obelisco di Roma, il 10 gennaio del 1966.
L’eco del successo appena riscosso dalla mostra dona a Pierelli l’opportunità d’essere conosciuto e richiesto anche all’estero, ottenendo una fama tale da attirare l’attenzione di Virginia Zabriskie, che nello stesso anno deciderà d’ospitare una personale dell’artista presso la propria galleria di New York. Interessandosi alla multidisciplinarità dell’arte, Pierelli inizia contemporaneamente a dedicarsi al misterioso e singolare rapporto che intercorre fra suono e scultura. Risalgono infatti allo stesso anno le partecipazioni ai concerti organizzati da alcuni esponenti dell’avanguardistico gruppo di Nuova Consonanza, all’interno dei quali la libera sovrapposizione di scultura, elettroacustica e gesto vocale-musicale portò alla nascita della Iª Esecuzione mondiale del concerto di scultura, in occasione del Festival dei due mondi di Spoleto. Nel 1973 il Comune di Roma gli dedica una mostra personale a piazza Margana nel centro storico.
Nel 1974 Pierelli giunge alla creazione della sua opera più importante, l'Ipercubo: scultura dalla forma iperspaziale che ci permette di vedere, nel nostro spazio a tre dimensioni, la proiezione di un solido geometrico esistente solamente nella quarta dimensione e dunque a noi sensorialmente inaccessibile. L’emblematica figura, che racchiuderà in sé il periodo di ricerca più fruttuoso e innovativo dello scultore, verrà esposta per la prima volta alla Galleria L'Obelisco, in occasione della mostra collettiva De Mathematica.
Nel ’76 il comune di Riano commissiona a Pierelli il monumento di cinque metri dedicato a Giacomo Matteotti, mentre l'opera Quadrifoglio verrà inserita permanentemente all’interno del Nuovo Palazzo del Consiglio d’Europa di Strasburgo nel 1977.
Con l’esposizione personale del 1985 tenuta presso la Galleria MR di Roma, lo scultore presenterà poi la più prestigiosa delle sue produzioni orafe, la scultura in argento che verrà poi riconosciuta dalla critica scientifica come la fedele materializzazione del concetto astrofisico di “black hole”: T.E.S.T (Trascinamento di Eventi Spazio Temporali).
Le numerose ricerche che Pierelli effettuò sia nel campo della visualizzazione del concetto di spazio relativo alla quarta dimensione geometrica che nella scoperta di tutti quei rapporti che intercorrono fra arte e scienza, unitamente alla creazione di opere rivelatrici delle più avanzate conoscenze ottenute in astrofisica, gli valsero l’invito alla 42sima Biennale di Venezia del 1986, incentrata proprio sul tema Arte e Scienza. La riproduzione in scala ridotta di T.E.S.T. verrà inoltre utilizzata come “Oscar” per il premio che viene assegnato ogni tre anni alla più importante scoperta ottenuta in campo astrofisico, il Marcel Grossmann Meeting.
«Una delle ragioni della sua freschezza creativa si trova in quel procedere in contemporanea con la fascinazione della scienza, mantenendo costante un dialogo cercato fin dagli inizi, quando dichiarava “io aspiro a divenire esperto nel difficile compito di introdurre la poesia nella scienza. I solidi geometrici aumentano la ricchezza permanente che ha il nostro spirito nel conoscere se stesso e tanto più si potenzia questo effetto quanto più le forme ispirate a queste bellezze eterne sono create dall’artista”. Lungi dall’apparire, in quanto storicizzato, desueto, mostra segni inequivocabili di stringente attualità nel permeare l’ambiente di sculture generate talvolta da formule e teoremi, che trasformano la luce e la spazialità naturale in miraggi di altri spazi consistenti proiettati e rifratti, di neoplatonica chiarezza»
Nel 1987 Pierelli fonda a Roma il Movimento Artistico Internazionale Dimensionalista: arte avanzata interdisciplinare, con una mostra al Casino dell’Aurora Pallavicini di Roma, continuando comunque a partecipare alle più importanti nazionali ed internazionali del momento: nel 1990 espone alla Galerie Landesgirokasse di Stoccarda e l’anno successivo al Museum of Modern Art di Kyoto.
Nel 1991 lo scultore acquista a Bomarzo (VT) il piano terra di un antico palazzo del ‘500 all’interno del quale decide di fondare, due anni dopo, il Museo di Ipersculture, che rientrerà nel progetto di rete museale di Arte Contemporanea promosso e diretto dalla cattedra di Storia dell’Arte Contemporanea dell’Università "La Sapienza" di Roma della prof.ssa Simonetta Lux e che resterà aperto fino al luglio del 2012.
Nel 1997 l’artista effettua una donazione a favore dell’Università degli studi Roma Tor Vergata e ben sette delle sue monumentali sculture vengono assegnate alle varie facoltà di Economia, Ingegneria, Medicina e Chirurgia, Scienze Matematiche Fisiche e Naturali. Agli inizi del 1998 acquisisce i diritti sull'immagine dell’ipercubo tramite la registrazione del copyright.
Attilio Pierelli muore a Roma il 1º gennaio del 2013.
Poco dopo la sua scomparsa e secondo la sua volontà, la moglie Cardellina Puccini ha donato al Museo Nazionale Preistorico Etnografico Luigi Pigorini un raro tamburo ligneo verticale a fessura (“nanaru a ting ting” o “atingting kon”; inv. MNPE n. 187777) dell’isola di Ambrym (Arcipelago delle Vanuatu).
Tre anni dopo la sua morte, 20 delle oltre 100 opere che andarono a formare la collezione del Museo di Sculture Iperspaziali di Bomarzo vengono accolte ed esposte nei suggestivi spazi di Villa Magherini Graziani di Celalba, nel comune di San Giustino (PG). Ed è così che tale preziosa raccolta trova, a partire dal 2016, la sua nuova “sede permanente” che, oltre ad arricchire il patrimonio storico artistico contemporaneo della regione Umbria, diventerà d’ora in poi il luogo consacrato alla conoscenza di uno degli artisti più rivoluzionari del secondo Novecento.

## Periodi essenziali di ricerca artistica
- Barlumi, quadri eseguiti in vetro e velo di vetro (1958-1961)
- Riflessioni, Planches aluminium (1961-1963)
- Forma e specularità, planches e monumenti inox; principio di dualità; effetti quadridimensionali (1963-1973)
- Suono e specularità, sculture parlanti; Xonarinox, il Vento (1965-1969)
- Movimento e specularità, Saturno, Andromeda (1966-1969)
- Luce e rifrazione, ottica, plexiglass, acqua (1967-1971)
- Scultura ambiente ipnotico, Ipercilindro, Radiofrequenze (1973-1975)
- Luce e geometria, Iperspazio, quarta dimensione, relatività proiettiva (1974-1983)
- Teoria degli Universi; Microcosmo e macrocosmo, Realtà virtuale (dal 1979)[24]

## Una poetica tra Arte e Scienza
Con le sue sculture, Pierelli sondò un’infinità di dimensioni, e trasformò un materiale sterile come l’acciaio in un lucido e fecondo recettore di segni, convertendolo a icona dell’infinità del tempo e dello spazio e mettendoci così illusivamente in contatto con il divenire della nostra dimensione e della sua moltiplicazione speculare. Ma la cosa più straordinaria in assoluto è che l’artista riuscì in tale impresa senza il bisogno di ricorrere ad alcun progetto, ma bensì concretizzando visivamente cose e fenomeni che, fino ad allora, gli scienziati non ritenevano rappresentabili se non con mezzi e formule scientifiche: il perno attorno al quale ruotò tutta la sua indagine fu l’iperspazio che, come sappiamo, non può essere percepito, ma soltanto immaginato "realizzato". Le sue “intuizioni materiche”, generate da concetti geometrici, cosmologici, fisici e metafisici, ebbero dunque come obiettivo principale la scoperta e la conoscenza di realtà spaziali “altre”.
Pierelli fu un vero fuoriclasse dell’arte scultorea internazionale, poiché riuscì - attraverso le sue opere - ad accostare, paragonare ed infine combinare il rigore scientifico con la capacità creativa dell’immaginazione, offrendone poi la sintesi completa all’osservatore. Egli trovò nella scultura lo strumento di indagine ideale per la sperimentazione, in forma concreta, delle innovazioni generate dalla fisica moderna e riuscì quindi ad ottenere risultati plastici inediti sia nella visualizzazione della quarta dimensione geometrica, che nel campo delle geometrie curve non euclidee che sulle conoscenze topologiche riguardanti le superfici estremali.
Egli si servì delle sue creazioni per giungere alla conoscenza di nuove dimensioni e per incitare l’osservatore a fare lo stesso, rendendo l’immaginazione parte integrante della logica e mettendo in contatto diretto tutte le infinite e possibili relazioni che intercorrono tra lo sguardo e lo spazio.

## Opere

### Ipercubo
Interamente in acciaio inox e dotato della straordinaria proprietà di autocostruirsi, l’Ipercubo di Pierelli è composto da un cubo esterno che l’osservatore, ingannato dall’accorciamento prospettico, vede costituito da sei cubi, le cui facce sono tronchi di piramide rovesciata, all’interno dei quali scorgiamo, per effetto dei rispecchiamenti, un settimo cubo interno.
La composizione di questi otto cubi tridimensionali permetterà di vedere un unico Iper-cubo appartenente alla quarta dimensione dell'Iper-spazio. L’Ipercubo è la prima figura iperspaziale concretizzata da Pierelli, ma in seguito verranno realizzate anche le rappresentazioni di quelli che sono convenzionalmente il primo ed il terzo solido regolare dello spazio a quattro dimensioni, Pentacella e Sedicicella.
Pierelli volle liberarsi della forma assoluta (tridimensionale), distruggendola per poi moltiplicarla attraverso nuove coordinate, scoprendo il senso cosmico di una visione di mondi (impossibili. Ovviamente, queste sculture non sono dei veri oggetti iperspaziali, a noi inaccessibili, ma le loro rappresentazioni nel nostro spazio tridimensionale. Sono fotografie, ombre a tre dimensioni, appunti di un utopico viaggio svolto nel tetraspazio.
Diversamente da ciò che accade nel diagramma di Schlegel di un ipercubo, in cui il cubo interno centrale della figura viene semplicemente disegnato, nella scultura di Pierelli esso viene reso addirittura visibile, grazie ai rispecchiamenti. Come il Rinascimento seppe raffigurare la terza dimensione su una superficie bidimensionale (artisti come Brunelleschi o Piero della Francesca seppero trasformare in immagini e oggetti le potenzialità della geometria euclidea), offrendo quindi la percezione fisica di idee astratte, allo stesso modo Pierelli è stato capace di rappresentare la quarta dimensione nella tridimensionalità. L’artista marchigiano si servì semplicemente della prospettiva centrale bidimensionale e della sua teoria delle linee convergenti, intese come rette parallele che si incontrano all’infinito, per descrivere qualcosa che l’uomo è ancora soltanto in grado di immaginare. L’esempio della scultura di Pierelli dimostra come spesso l’arte divenga il ponte fra conoscenza ed esperienza sensibile, e come quest’ultima sia fortemente influenzata dai processi artistici. Poiché comprensione e visione non possono venir separate, l’arte dona all’osservatore la capacità di "riflessione", fondendone la doppia accezione che deriva dal termine latino reflectere, pensare e specchiare, dunque ragionare e riflettere tramite immagini. L’artista pensa e riflette, attraverso le immagini, tutti quei processi prodotti dall’intelletto umano, rendendo visibile ciò che, altrimenti, rimarrebbe pura astrazione.
Un esemplare dell’Ipercubo di Pierelli è stato posto all’ingresso del Campus Scientifico-Sogene dell’Università degli studi di Roma Tor Vergata, una sorta di richiamo visivo sotto forma di “epifania geometrica” per tutti gli studenti che si recano nelle varie sedi delle Facoltà scientifiche.

### Trascinamento di Eventi Spazio Temporali

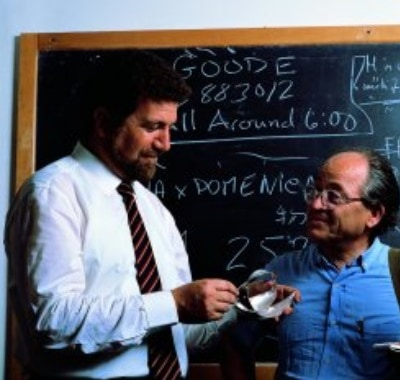
Remo Ruffini e Attilio Pierelli durante la fase di realizzazione della scultura T.E.S.T., Roma, 1984

Con l’esposizione personale del 1985 tenuta presso la Galleria Mr di Roma, Pierelli inaugura quella che sarà la più prestigiosa delle sue produzioni orafe, la scultura in argento TEST (Trascinamento di Eventi Spazio Temporali), riconosciuta dalla critica scientifica mondiale come la fedele materializzazione del concetto astrofisico di Black Hole.
TEST venne realizzata in collaborazione con l’astrofisico Remo Ruffini, il quale la commissionò per poterla utilizzare come “oscar” da assegnare al Marcel Grossman Meeting: evento che premia ogni tre anni la più importante scoperta ottenuta in campo astrofisico. L’opera è la replica visibile di una massa stellare che per via della propria gravità viene risucchiata in un collasso gravitazionale e rappresenta, più specificatamente, la materializzazione del moto, generato dal campo di rotazione di un buco nero, di 5 particelle nella geometria dello spazio-tempo “einstiano” (da qui l’acronimo TEST).
Per poter realizzare un’immagine del fenomeno totalmente attendibile, l’artista si orientò attraverso un disegno grafico già esperito scientificamente ed ottenuto al computer da Ruffini ed alcuni suoi collaboratori, dell’Università di Roma e di Princeton. T.E.S.T., così come gran parte delle opere di Attilio Pierelli, trae la sua origine dalle leggi della fisica, di cui ne è contemporaneamente l’esatta estensione artistica e visibile.

### Dimensionalismo, Arte Avanzata Interdisciplinare
Pierelli rivedeva nelle leggi della geometria dell’iperspazio le stesse potenzialità che ebbero quelle della prospettiva nel Rinascimento. Frutto di tale convinzione fu proprio la progettazione di una chiesa ispirata alla quarta dimensione, un’architettura capace di unificare scienza e religione, proprio come fece la prospettiva durante il Rinascimento. E fu sempre ispirandosi al Rinascimento che Pierelli, nel 1987, decise di voler fondare il movimento noto come DIMENSIONALISMO, Arte Avanzata Interdisciplinare, fondato a Roma ed inaugurato nei giorni 9 e 10 ottobre presso il Casino dell’Aurora Pallavicini, sul Quirinale.
La volontà di giungere ad una sorta di conoscenza universale, attraverso una ricerca trasversale e multidisciplinare della realtà, spinsero dunque lo scultore alla creazione simbolica di questo movimento, che venne sottoscritto da matematici, artisti, musicisti, critici e scienziati provenienti da tutto il mondo.
Gli scopi principali professati dalla poetica del movimento vennero organizzati e presentati in forma di sette punti. L’intento di Pierelli fu quello di ispirare, attraverso tale iniziativa, l’essere umano all’approccio di una ricerca interdisciplinare della conoscenza, all’interno della quale è fondamentale la fusione del sapere razionale con quello emozionale-creativo.

### Opere di Attilio Pierelli nel mondo
- Galleria Nazionale d’Arte Moderna, Roma
- Peter Stuyvesant Foundation[30], Londra
- Rembrandt Art Foundation, Londra
- Museo Civico d’Arte Moderna[31], Torino
- The Brooklyn Children Museum, New York
- Spelman College[32], Atlanta, Georgia
- Palazzo Baronale, Riano (RM)
- Greenwich Public School[33], Greenwich, Connecticut
- Carnegie Institute, Pittsburgh, Pennsylvania
- The Hirshhorn Museum and Sculpture Garden, Washington
- Museo Civico Giovanni Fattori, Livorno
- Museo G. B. Salvi[34], Sassoferrato (AN)
- Museo Comunale, Agrigento
- Museo Nazionale d’Abruzzo, L’Aquila
- Villa Magherini Graziani di Celalba, San Giustino (PG)
- CAOS - Centro Arte Opificio Siri[35], Terni
- Polo Museale dell’Università degli Studi della Tuscia, Viterbo
- Università degli Studi di Roma Tor Vergata, Roma
- Museo Fortuny, Venezia

## Pubblicazioni di Attilio Pierelli
- Poesia Ipnotica, Roma, Arti Grafiche Capaccetti, 1968.
- Canti Iperspaziali, Roma, Colombo Editore, 1976.
- Entropia, Sintropia e Arte, Roma, Responsabilità del Sapere, 1979.
- Towards the hyperspaces = Verso gli iperspazi, Roma, Edizioni Le parole gelate, 1980.
- Iperspazio, catalogo della mostra (Civica Galleria d’Arte Contemporanea, Ascoli Piceno, 5 - 30 settembre 1984), Ascoli Piceno, Civica Galleria d'arte contemporanea, 1984.
- Attilio PIERELLI (a cura di), Attilio Pierelli: testimonianze, Roma, Edizioni Le parole gelate, 1986.
- Attilio PIERELLI (a cura di), 11 small scale sculptures at The National Museum of Modern Art, Kyoto, VI Marcel Grossmann, catalogo della mostra (Museum of Modern Art, Kyoto, 25 - 30 giugno 1991), Roma, Eurosia, 1991.